# Constance Wibaut

Constance Wibaut (Amsterdam, 11 maart 1920 – aldaar, 27 januari 2014) was een Nederlandse modetekenares en beeldhouwster. Zij was de kleindochter van SDAP-politicus en zakenman Floor Wibaut. 

## Opleiding en carrière
Constance Wibaut volgde een opleiding tot beeldhouwster aan de Nieuwe Kunstschool en de Rijksacademie van Beeldende Kunsten, waar zij les kreeg van Jan Bronner. Daarna gaf zij les aan het Instituut voor Kunstnijverheidsonderwijs (IvKNO). Van 1946 tot en met 1971 was Wibaut getrouwd met portretschilder Willem Kouwer Boomkens, met wie zij in 1950 emigreerde naar de Verenigde Staten. Uit 1949/1950 stamt haar beeld Kostwinner in Amsterdam-West. In de VS werkte zij als modetekenares bij Women’s Wear Daily in New York en Sakowitz Bros in Houston. Na haar terugkeer naar Nederland werkte Constance Wibaut van 1953 tot en met 1971 als modetekenares en –redactrice voor Elseviers Weekblad. Ook was zij freelance modetekenares en –correspondent voor The Houston Chronicle en The Daily Telegraph in Londen en leverde zij decor- en kostuumontwerpen voor diverse toneelstukken en tv-shows. Tussen 1960 en 1967 was zij ‘Conseilliere de Mode’ voor het Nederlands Economisch Verbond van Confectiefabrikanten en afgevaardigde bij de Association Internationale des Industries du Vetement Feminin in Parijs.  
Naast haar werk als mode-tekenares gaf Constance Wibaut les in mode-illustratie aan de University of Houston in Texas (1951-1952) en de Koninklijke Academie voor Kunst en Vormgeving in Den Haag (1954-1955). Van 1957 tot 1985 was zij lector kostuumgeschiedenis, kostuumtekenen en scenografie aan de Rijksacademie van beeldende kunsten in Amsterdam en tussen 1969 en 1974 gaf zij kostuum- en stijlgeschiedenis aan de Amsterdamse Theaterschool. Daarnaast vervulde Wibaut gastdocentschappen in Trier en Calgary.  
Vanaf 1985 concentreerde Wibaut zich geheel op het beeldhouwen. In die vorm maakte ze in 1999 het Borstbeeld Arie Keppler. Zij maakte in 2012 onder andere de buste van haar grootvader Floor Wibaut, die voor het Amsterdamse stadhuis staat. Voor haar werk ontving Wibaut onder andere de Thérèse van Duyl-Schwartzeprijs 1949 en de Willink van Collenprijs. Ook werd zij benoemd tot Ridder in de Orde van de Nederlandse Leeuw.

## Galerij

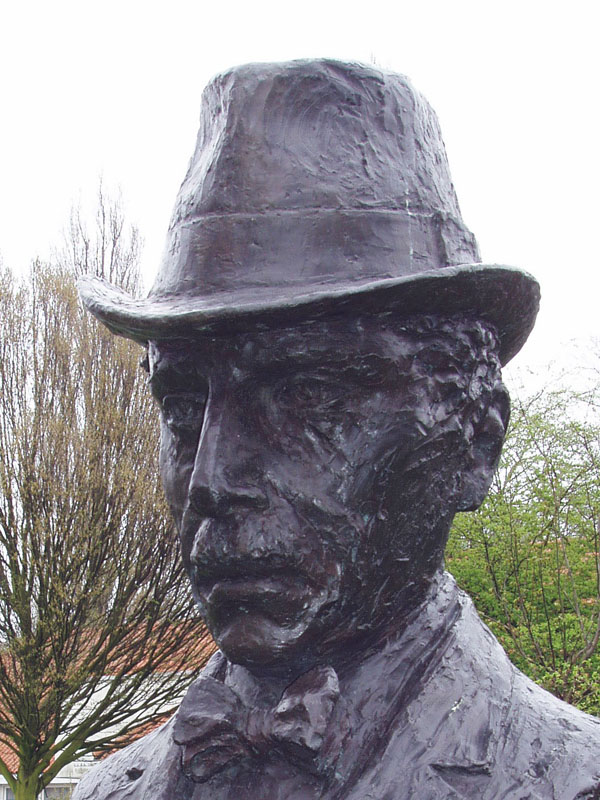
Borstbeeld Arie Keppler door Wibaut
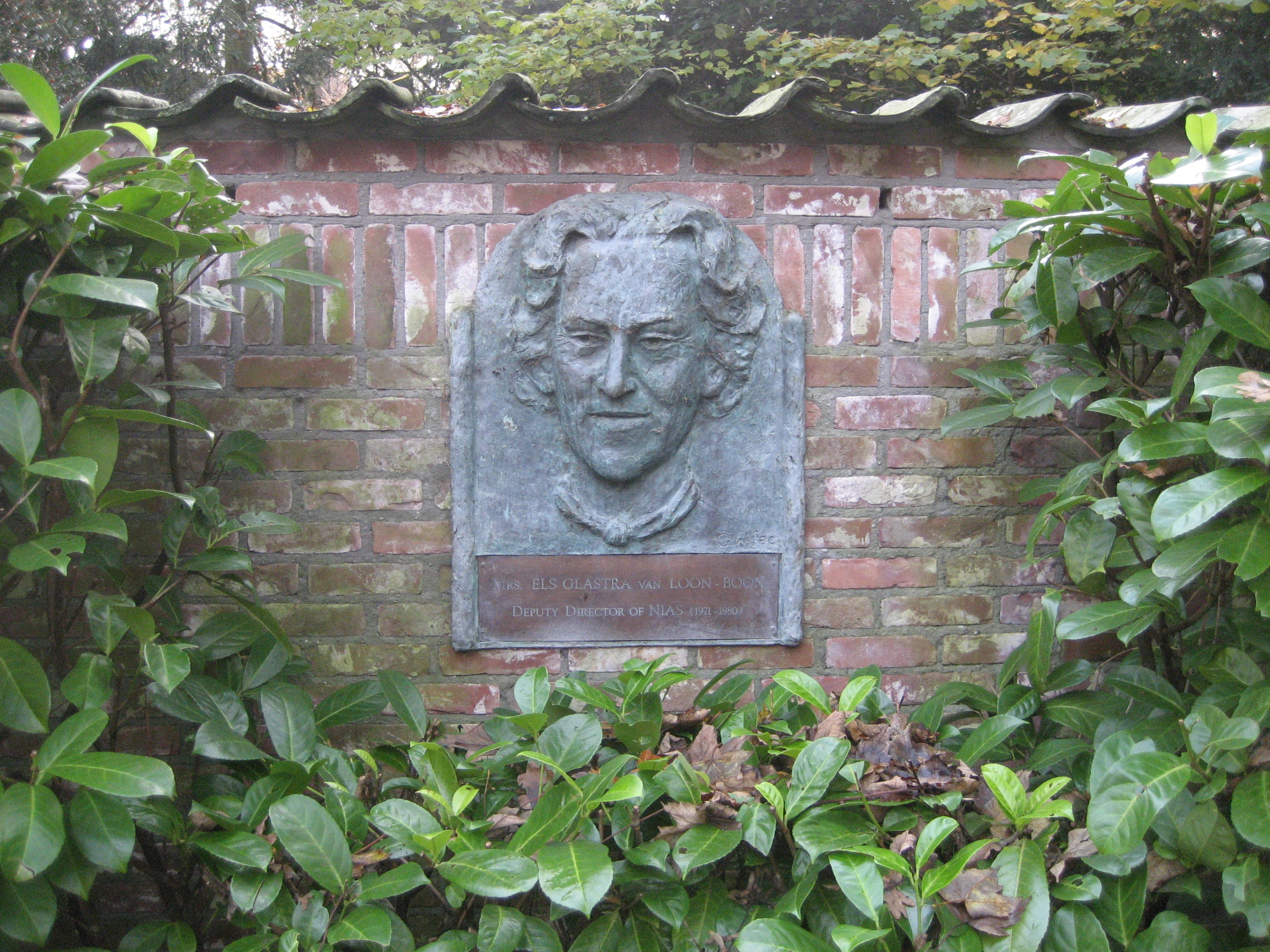
Plaquette van Els Boon

- Biografisch Portaal: 36682490
- Gemeinsame Normdatei: 140410147
- International Standard Name Identifier: 0000 0000 7697 2851
- Nederlandse Thesaurus van Auteursnamen: 071591117
- RKD-Nederlands Instituut voor Kunstgeschiedenis: 84099
- Union List of Artist Names: 500394671
- Virtual International Authority File: 107112685
- WorldCat: E39PBJhxj7JFrC6DXpCfHf4cyd